# Anita y José
Anita y José è il primo e unico album in studio dell'omonimo duo cileno composto da Anita Pradenas e José Seves, pubblicato nel 1970.

## Descrizione
Il duo si forma nel 1969 a Valdivia dove entrambi frequentano la locale Università Tecnica e, contemporaneamente, la scena musicale del posto legata al movimento della Nueva Canción Chilena sia facendo concerti sia organizzandoli e promuovendoli. In questa maniera entrano in contatto, tra gli altri artisti, con gli Inti-Illimani.
Da questo fermento culturale nasce la possibilità di incidere, nel 1970, un disco per la DICAP (Discoteca del Cantar Popular), la casa discografica cilena più vicina alla Nueva Canción Chilena. Alla registrazione sovraintendono gli Inti-Illimani che partecipano anche come musicisti (Horacio Salinas alla chitarra, Horacio Duran al charango in un brano, Max Berrú alle maracas e ai cori ed Ernesto Pérez de Arce con consigli e suggerimenti).
Il disco, che nel retrocopertina appare intitolato come "Anita y José de Valdivia", non contiene brani scritti dai due musicisti, ma solo tradizionali centro e sud-americani unitamente a brani appartenenti alla scena della "nuova canzone" latinoamericana. Nel retrocopertina è presente una introduzione di René Largo Farías, speaker radiofonico e attivo promotore della musica legata alla Nueva Canción Chilena, che descrive la scena musicale di Valdivia e le caratteristiche musicali del duo, sottolineandone l'intenzione di recuperare i valori spirituali dell'intero continente latinoamericano. Nel disco entrambi i musicisti cantano e suonano la chitarra.
Il disco, stampato in mille copie, 500 per la sola Valdivia e le altre 500 per il resto del paese, passerà abbastanza inosservato, ma, singolarmente, sarà tra quelli permessi nelle carceri e nei luoghi di detenzione dalla giunta golpista di Pinochet. Alcuni degli arrangiamenti saranno di ispirazione per altre versioni degli stessi brani realizzate dagli Illapu e da Tito Fernández.
È stato pubblicato esclusivamente in formato LP con il codice DCP-6 e mai ristampato.
Dopo la pubblicazione del disco il duo va in tour con gli Inti-Illimani che, alla fine del 1971, invitano Seves ad unirsi al gruppo provocando lo scioglimento della coppia artistica.

## Tracce
1. Sombrero de saó – 2:26 (Pedro Shimose)
2. Alma llanera – 2:27 (testo: Rafael Bolívar Coronado – musica: Pedro Elías Gutiérrez)
3. Reina de serchil – 3:56 (tradizionale guatemalteco)
4. Fiesta de campo – 2:30 (tradizionale boliviano)
5. Nostalgias mías – 3:21 (Daniel Toro)
6. La sentencia – 3:19 (Violeta Parra)
7. Novia Santa Cruz – 2:17 (testo: Jorge Luna – musica: Walter Fernández Calvimontes)
8. El cascabel – 2:11 (René Careaga)
9. Canto venezolano – 3:02 (tradizionale venezuelano)
10. El humahuaqueño – 2:24 (testo: Jaime Dávalos – musica: Edmundo P. Zaldívar)
11. El gavilán – 3:08 (Indio Figueredo)

Durata totale: 31:01

## Crediti
- René Largo Farías - note di copertina
- Antonio Larrea e Vicente Larrea - copertina e fotografie